# Подолье (Чортковский район)
Подолье (укр. Поділля) — село в Толстенской поселковой общине Чортковского района Тернопольской области Украины.
До 2020 года входило в Залещицкий район.
Код КОАТУУ — 6122087001. Население по переписи 2001 года составляло 1731 человек. По данным 2025 года составляло 1348 человек.

## Географическое положение
Село Подолье находится на левом берегу реки Джурин,
на противоположном берегу и
выше по течению примыкает село Кошиловцы.

## История
- 1715 год — дата основания как село Цаповцы.
- В 1965 году переименовано в село Подолье.

## Объекты социальной сферы
- Школа I—IІI ст.
- Детский сад.
- Дом культуры.
- Фельдшерско-акушерский пункт.

## Достопримечательности
- Братская могила советских воинов.